# Gare de Nouan-le-Fuzelier
La gare de Nouan-le-Fuzelier est une gare ferroviaire française de la ligne des Aubrais - Orléans à Montauban-Ville-Bourbon, située sur le territoire de la commune de Nouan-le-Fuzelier, dans le département de Loir-et-Cher, en région Centre-Val de Loire.
C'est une halte de la Société nationale des chemins de fer français (SNCF) desservie par les trains des réseaux TER Limousin et TER Centre-Val de Loire.

## Situation ferroviaire

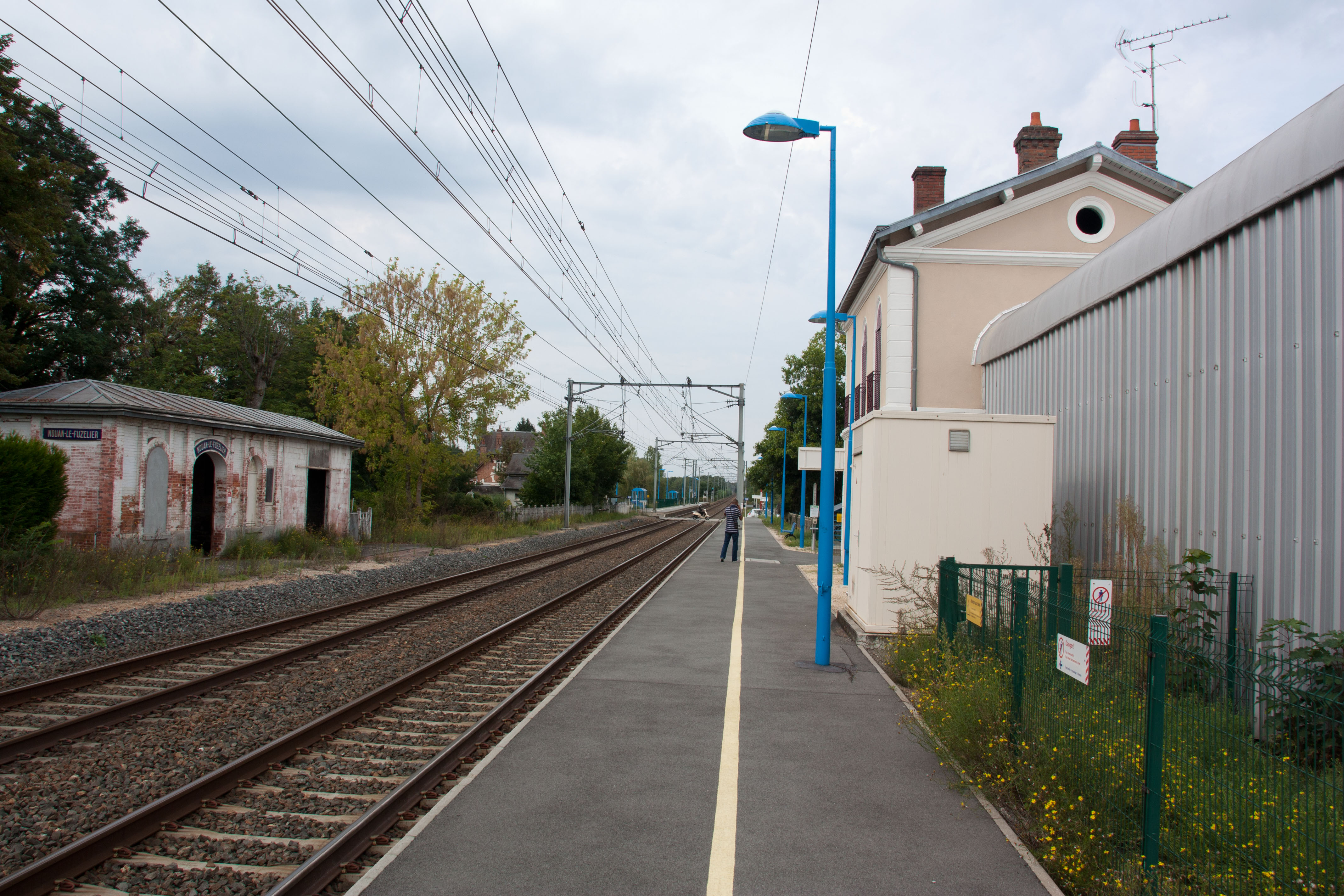
Vue générale de la gare.

Établie à 113 m d'altitude, la halte de Nouan-le-Fuzelier est située au point kilométrique (PK) 166,587 de la ligne des Aubrais - Orléans à Montauban-Ville-Bourbon, entre les gares de Lamotte-Beuvron et de Salbris.

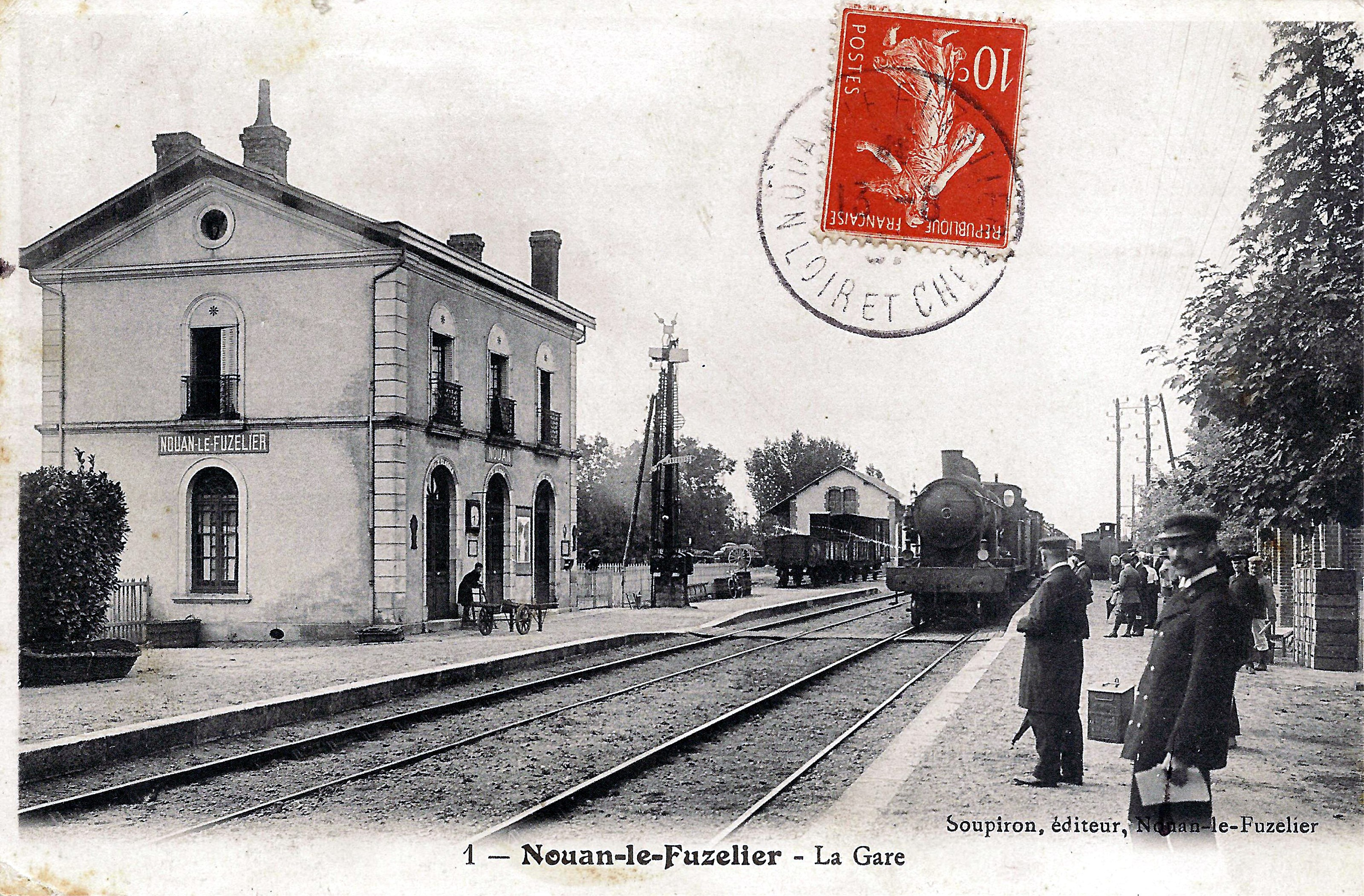
La gare en août 1907.

## Histoire
La gare est ouverte le 20 juillet 1847. Le bâtiment voyageurs existe toujours, il est désaffecté.

## Service des voyageurs

### Accueil
Halte SNCF, c'est un point d'arrêt non géré (PANG) à entrée libre.
Elle est équipée de deux quais latéraux décalés : le quai 1 dispose d'une longueur utile de 313 m et le quai 2 d'une longueur utile de 296 m. Les deux quais possèdent des abris voyageurs. Le changement de quai se fait par un passage à niveau à barrières manuelles.

### Desserte
En 2012, la gare est desservie par la relation commerciale Orléans - Vierzon - Châteauroux - Limoges (TER Nouvelle-Aquitaine et TER Centre-Val de Loire) et par la relation commerciale Bourges - Orléans (TER Centre-Val de Loire). La desserte est assurée en grande partie par des automotrices Z 7300 et Z 21500 et parfois par l'automoteur B 81500.

### Intermodalité
La gare est desservie par le réseau d'autocars TER Centre-Val de Loire à destination de Romorantin-Lanthenay et par la ligne 3 du réseau Route 41. Un parking pour les véhicules et les vélos y est aménagé.

## Galerie de photographies

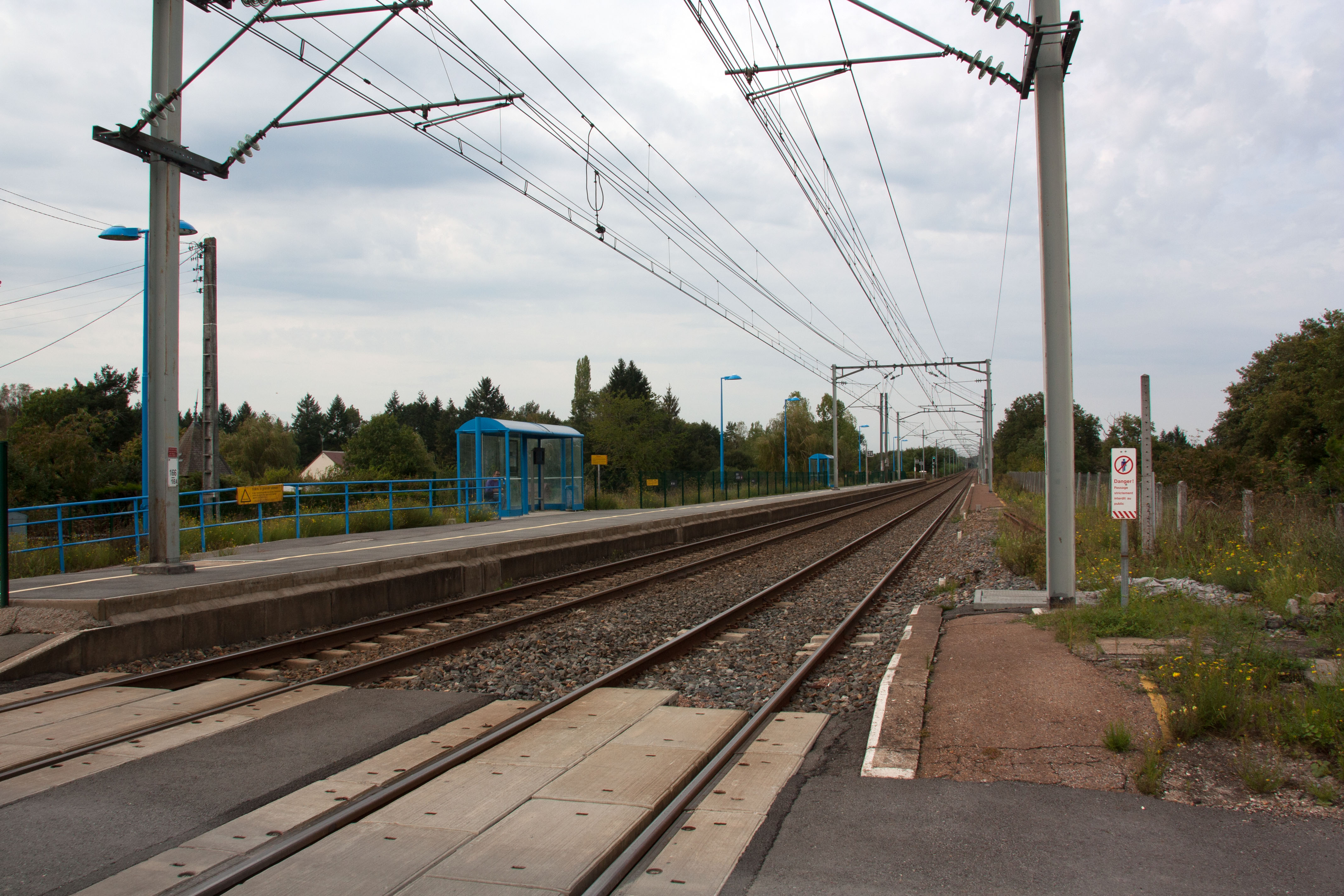
Le quai direction Orléans.
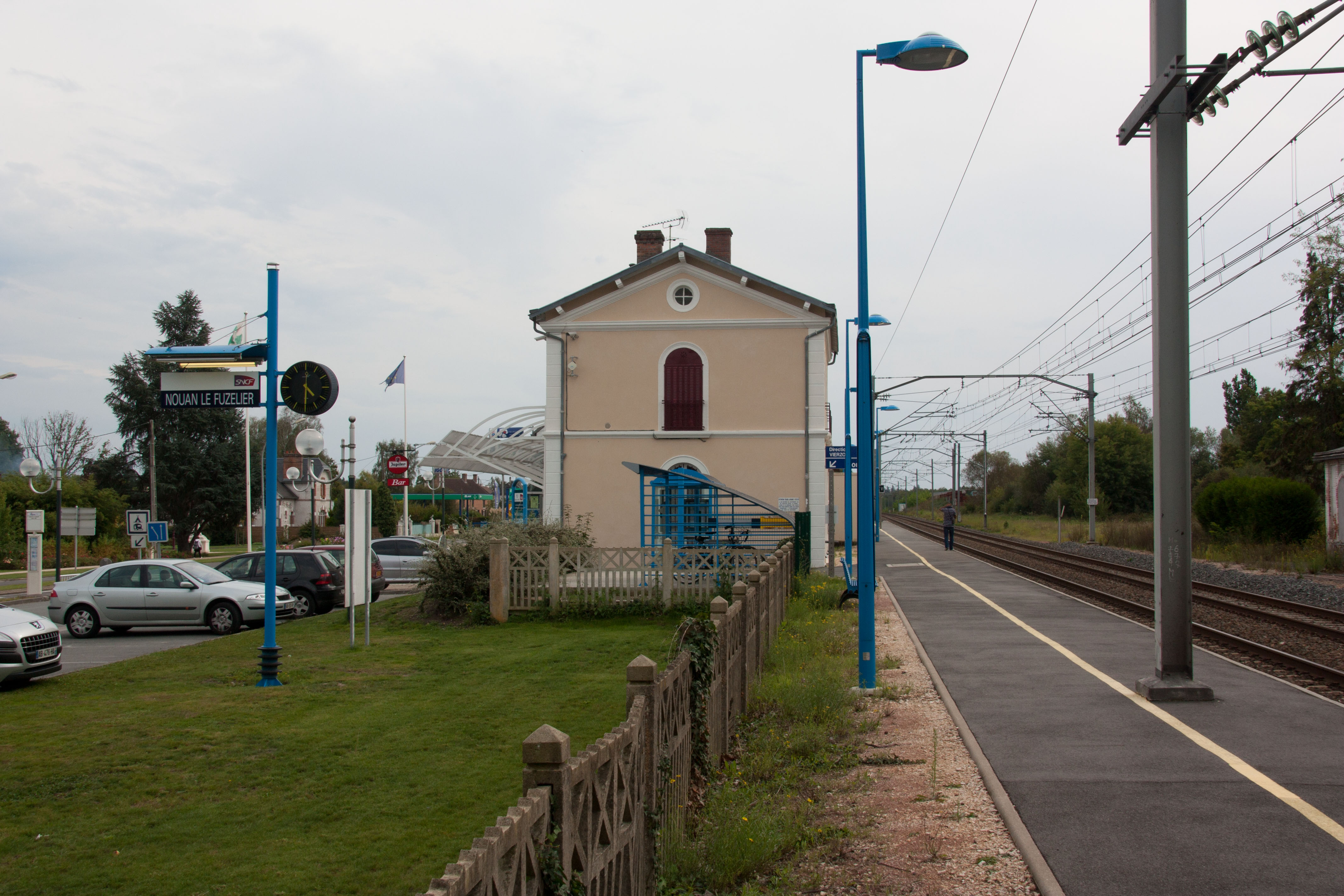
Le quai direction Vierzon.
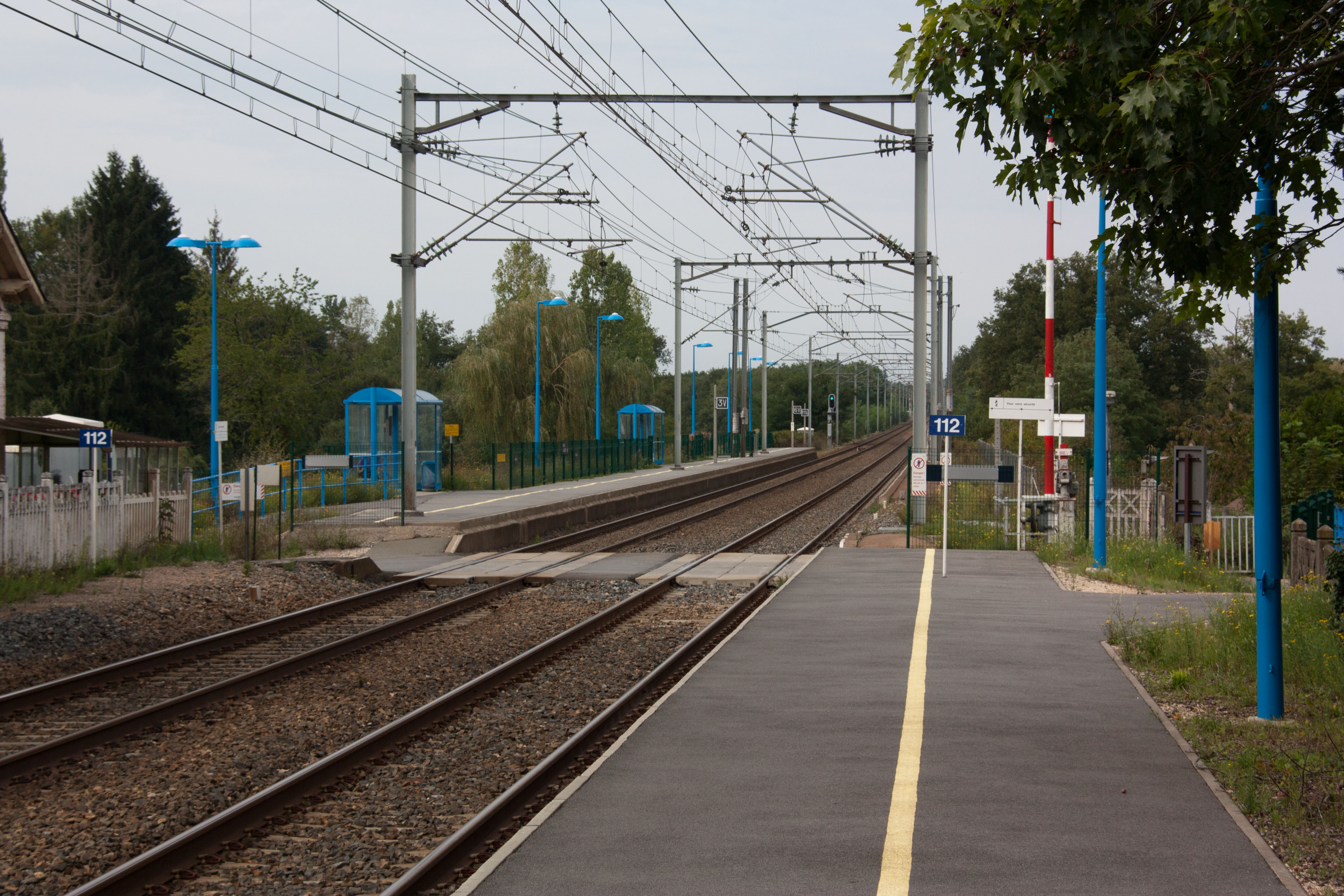
Le passage à niveau.
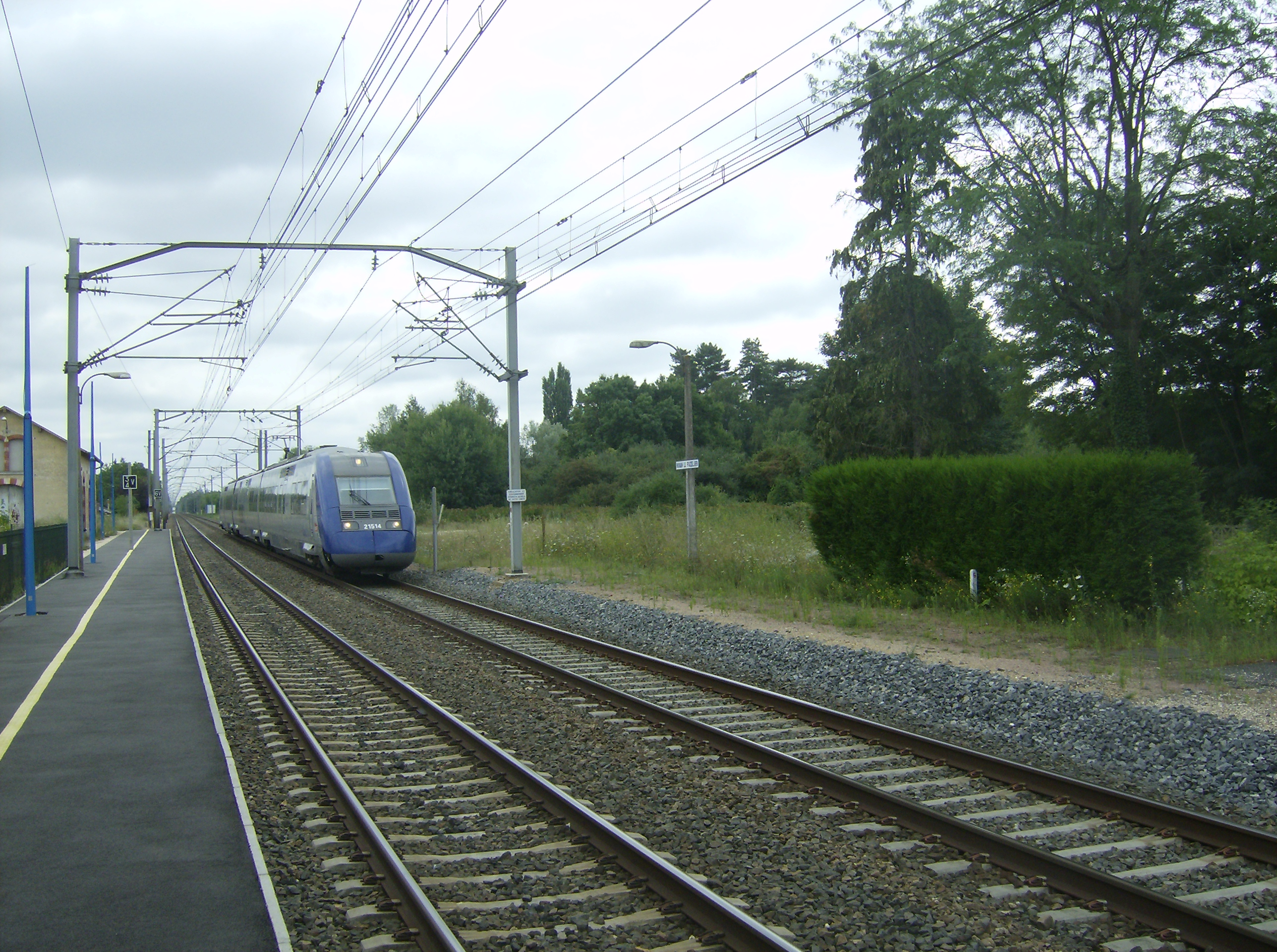
Un train TER Centre-Val de Loire, allant vers son terminus Orléans.